# Кочовики

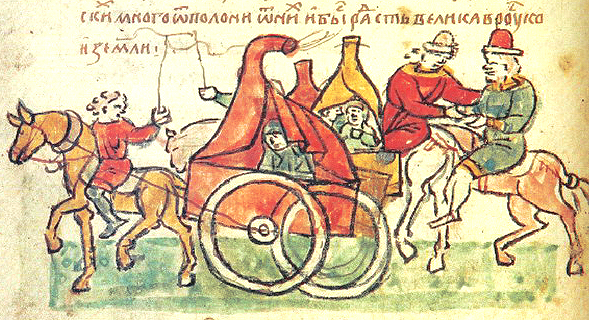
Половці кочують у пересувних вежах.

Кочовики́, або кочівники — народ плем'я, або люди, що кочують; не мають постійного нерухомого житла і переміщуються з одного місця на інше. Місце кочування кочовиків називається кочовищем. Кочівництво  характерний для минулих епох і притаманний лише окремим сучасним людностям спосіб життєдіяльності, що базується на веденні випасного скотарства, пов'язаного з великими перегонами худоби на нові місця паші та водопої й відповідними пересуваннями цілих родин людей. Кочування передбачає нетривалі сезонні зупинки в місцях, багатих на корми для худоби та воду, а також більш тривалі зупинки для зимівель. Головними рисами кочовиків є відсутність у їхньому господарському житті землеробства й постійне пересування общинами (чи групами сімей) разом з належною їм худобою. Цим вони відрізняються від т. зв. рухливих скотарів, господарська діяльність яких більш чи менш пов'язана із землеробством і які практикують найрізноманітніші варіанти поєднання рухливості й осілості. Також — номади (через фр. nomade з грец. νομάδες від νέμω «пасу, випасаю (худобу)»).

## Класифікація
Існують 3 види кочівників:
- мисливці-збирачі — кочові мисливство і збиральництво є найдавнішим способом життя в історії людства.
- кочовики-пастухи — переганяють стада худоби з місця на місця в пошуках нових пасовищ.
- кочівники-торгівці — є найбільшими спільнотами в індустріальних суспільствах. Вони подорожують з однієї території на іншу і займаються торгівлею всюди, куди вони потрапляють.

### Мисливці і збирачі
За 1 мільйон років до одомашнення тварин, кочівники мисливці й збирачі  рухалися з одного стійбища в інше в пошуках джерел живності, фруктів і овочів.
Приклади таких кочівників:
- різноманітні групи пігмеїв, таких, як мбуті, що й нині проживають в Демократичній Республіці Конго;
- бушмени в Південній Африці;
- корінні австралійці до контактів з європейцями;
- негрили Південної Азії;
- деякі племена Індії.
- кочові оленярі Півночі Європи й Північно-Східної Азії — саами, ненці, евени, чукчі тощо.

### Пастухи
Народи, які займаються кочовим скотарством. В міру виснаження пасовищ, вони переганяють худобу на більше придатні місця. 
Перше суспільство кочовиків виникло близько 8500—6500 року до н.е. на території Південного Лівану [джерело?]. 
Поступово зі збільшенням посушливості клімату племена кочівників поступилися місцем культурі виробників кераміки. Швидке поширення кочового скотарства стало типовим для пізніших культур таких, як Ямна культура — кочівників, які розводили велику рогату худобу і коней євразійського степу, або тюрксько-монгольський світ в добу Середньовіччя.

## Регіони

Плем'я кочівників у дорозі, Магриб, фото кін. XIX — поч. XX ст.ст.

Кочівництво з'явилося в регіонах, що були малопридатними або й зовсім непридатними для землеробства чи то через спекотний (сухі степи, напівпустелі, пустелі), чи то через надто холодний клімат (тундра, тайга). У ході істор. поступу відбувалося неухильне зменшення придатних для життя просторів; величезного прискорення цей процес набув у новітні часи (гол. складовими його стали розорювання степів, видобуток нафти та ін. корисних копалин, повсюдне будівництво промислових об'єктів і їхніх міст-супутників тощо). 
На початку XXI ст. у світі зосталося всього лише кілька мільйонів кочовиків. Основними регіонами їхнього розселення є: в Африці — північні й східні околиці Сахари (тут господарюють бедуїни, бербери, туареги, араби, масаї й ін.), а також райони півд. Африки (готтентоти); в Євразії — Передня, Середня й Центр. Азія (бедуїни, араби, курди, туркмени, белуджі, афганці, пуштуни, монголи, якути, тибетці та ін.), а також північні райони (нганасани, саами).

## Способи життя й соціальні організації
Кочовий спосіб життя спрощує побут і не сприяє накопиченню матеріальних цінностей. Єдиним багатством для кочовика є худоба, він зневажає землеробську працю й осілий спосіб життя. Його головними пріоритетами є простір, рух, військова звитяга й численні стада. Приватна власність на худобу й майнове розшарування продукують у кочовиків соціально-економічну нерівність та відчуження, натомість спільне кочування й спільне користування пасовиськами консервують у їхніх спільнотах архаїчні родові відносини. Для кочових общин характерними є як приховані способи експлуатації людини людиною під виглядом кооперації праці й взаємодопомоги, так і неприховані — наймитування та оренда худоби. Кочівницька економіка жорстко залежна від природних умов, особливо негативно на ній позначаються епізоотії (поширення інфекційних хвороб тварин на значних територіях), суворі сніжні зими, джут (нестача кормів для худоби в районах зимівель, спричинена обледенінням пасовищ), тривалі посухи. Високоспеціалізований і екстенсивний характер позбавляє її внутрішнього потенціалу для розвитку. Тому способи життя й соціальні організації давніх і сучасних кочовиків принципово не відрізняються.
Моногалузеве господарство спрямовувало інтереси кочовиків назовні, у тому числі й до осілих землеробських народів, за рахунок яких можна було компенсувати недоліки власної однобокої економіки й отримати землеробську і ремісничу продукцію та престижні речі. Кліматичні негаразди, перенаселеність, а також прагнення знайти для себе більш вигідні екологічні й соціальні (поруч розвинених осілих народів) ніші змушували кочовиків долати величезні простори, що, однак, не суперечило їхньому способові життя, а його мобільність цьому навіть сприяла. Це стосувалося, у першу чергу, кочовиків помірної та спекотної смуг (саме такими були походи кімерійців та скіфів до Передньої Азії, поява гунів у Європі). Проте вихід оленярів за межі субарктичного й арктичного кліматичних поясів чи острівних вівчарів за межі тих островів, де вони жили, унеможливлювався суто природними обставинами.
Піднесення кочовиків було пов'язане, передусім, з діяльністю їхніх ватажків, спрямованою на завоювання нових тер. та експлуатацію осілого населення. Разом з тим налагоджування життя на нових землях супроводжувалося зазвичай, по-перше, включенням землеробської периферії до кочівницької «імперії» на правах данниці, а по-друге, частковим переходом до осілості самих кочовиків як через збідніння окремих сімей та общин (для нормального кочування необхідна певна мінімальна кількість худоби), так і через загальний демографічний приріст, який досить швидко наростав. Сила кочівницьких об'єднань трималася на особистісних якостях їхніх лідерів, тому, коли після смерті могутнього лідера в об'єднанні розгорталася боротьба за владу і жоден з претендентів не міг взяти гору, об'єднання руйнувалося. Це, з одного боку, давало змогу землеробам вивільнитися з-під «опіки» кочовиків, а з другого, робило ослаблих кочовиків жертвою руху нових кочових орд.
Процес становлення кочівництва історики пояснюють таким чином. У ході поширення комплексного землеробсько-скотарського відтворювального господарства із первинних осередків його виникнення до інших регіонів відбувалася і певна його трансформація. Залежно від природних умов, у яких змушені були жити тогочасні спільноти, одні з них віддавали більшу перевагу землеробству, інші — скотарству. Там, де питома вага землеробства в загально господарській діяльності почала переважати, виникли землеробські суспільства, а там, де головним стало скотарство, з'явилися скотарські (або пасторальні) суспільства. Поступово, впродовж тисячоліть, у середовищі скотарів формувалися необхідні для переходу до кочівництва складові — схеми й маршрути перекочування та досвід визначення необхідних для кочування якісних і кількісних параметрів стад худоби.

## Схеми перекочування
Головними чинниками, які визначали схему перекочування і довжину маршруту (у межах річного циклу від десятків до тисяч кілометрів), були наявність води, стан трав'яного покриву в тих чи інших регіонах у різні сезони, склад стада, а також відтворювальні можливості пасовища. Щоб запобігти деградації пасовищ, слід було не допускати їх надмірного витоптування та ослаблення їхнього трав'яного покриву в ході випасання на них худоби, а для цього необхідно було постійно змінювати пасовища та організовувати випасання не одним великим стадом, а багатьма малими, що потребувало «розсіювання» кочовиків на значних територіях невеликими колективами. Для помірної і холодної смуг оптимальним є меридіональне кочування — «за теплом» (влітку — на північ, а з пізньої осені — на південь). За сніжної й холодної зими особливо важливими стають зимові пасовища та природні укриття для худоби і людей. У помірній і теплій смугах, що примикають до гірських районів, звичними є т. зв. вертикальні перекочування: весною з рівнин (місць зимівок) на гірські пасовиська, а восени — назад. У глибинних районах степів і пустель схеми перекочувань визначалися тим, що ці відкриті простори були придатними для випасання худоби лише нетривалий період — навесні чи після сезону дощів; посушливий період доводилося перечікувати біля джерел води — у долинах річок та низинах, в околицях землеробських поселень. Так поступово формувалися оптимальні для того чи іншого регіону конфігурації перекочувань — коло, чотирикутник, трикутник, прямі різноспрямовані лінії тощо, а також набувалися знання про оптимальний для перегону на значні відстані та для виживання в умовах нестачі кормів і води склад худоби. У північно-африканському й передньо-азійському регіонах більшість у стадах складали вівці та кози, а основною транспортною й верховою твариною був верблюд. На південь від Сахари вирощували головно велику рогату худобу. В євразійських степах основу стада складали вівці, хоча тут також розводили й велику рогату худобу. Основною транспортною й верховою твариною тут був кінь, меншою мірою — віл, а в південних районах — і верблюд. Особлива роль верблюдів та коней надавала їм виняткової цінності — з часом саме вони стали своєрідним мірилом соціального та майнового становища їхнього власника, а також слугували своєрідною умовною одиницею вимірювання багатства та всього поголів'я стада — у кількості одиниць «верблюдів чи коней»: за даними різних джерел, кінь та верблюд прирівнювалися приблизно до 6–10 і навіть більше овець чи 10–20 кіз. Можливість використання коней та верблюдів для їзди верхи надавала їм особливої значимості у військових діях — як для захисту стад, так і для грабіжницьких наскоків і підкорення нових територій. Це визначило активну участь кочовиків Північної Африки та євразійських просторів у подіях історії. Для євразійських кочовиків коні відігравали ще одну важливу роль. Ця тварина здатна до тебеньовки — розгрібання копитами снігу і розбивання крижаної плівки, що уможливлювало доступ до сухої трави під нею. Це відкривало доступ до кормів і для решти стада (великої і дрібної рогатої худоби), що рухалася слідом за ними.
Своєрідне явище складають кочовики крайніх північних районів Азії та Європи, де землеробство в минулі часи взагалі було неможливим. Вони спеціалізувалися на розведенні оленів (такими були і частково є саами в Норвегії, Швеції й Фінляндії, нганасани, евенки, чукчі, самодійці в Росії) або овець (норвежці, шотландці, ісландці, фарерці). Вони активно поєднували скотарство з мисливством, рибальством та морським промислом.

## Матеріально-технічний та побутовий комплекс
Кочовики створили характерний для мобільного способу життя матеріально-технічний та побутовий комплекс: легкий і міцний посуд (зокрема дерев'яний, шкіряний та металевий), розбірне житло (юрта, чум, шатро, намет), відповідну екіпіровку для їзди верхи (вуздечка, сідло, штани), транспортні засоби (вози, сани, нарти тощо). Виробили режим харчування, який базувався, зокрема, на різних способах перероблення й консервації м'ясних і молочних продуктів (в'ялене або сушене м'ясо, сир, сквашене молоко та напої з нього — кумис і арак, топлене масло та сало), а також на вживанні крові, взятої з шийної артерії тварин. Загалом кочовикам притаманні бережливе ставлення до худоби та повна утилізація продуктів скотарства: шкури (покрівля для жител, одяг, шкіряні вироби), хутра, вовни овець та верблюдів, шерсті кіз (повсть, кошма, тканини), кісток та ріг (різні вироби, паливо), кізяків (паливо, ліки), сечі (миття рук, ліки).
Будучи нащадками скотарів, кочовики через віки пронесли характерні риси культури своїх предків, наприклад, курганний обряд поховань, кам'яні стели (т. зв. баби), звичай давати небіжчику «в дорогу» шматок м'яса або ховати з ним цілу тварину чи її опудало (шкуру з кінцівками й головою).
Виникнення кочівництва науковці датують рубежем 2–1 тис. до н. е. Саме на той час уже повністю визрів увесь необхідний для ведення кочового способу життя комплекс передумов, який збігся із впровадженням залізної індустрії (див. Залізна доба), яка стала «каталізатором» процесу виокремлення кочівництва із загального скотарства. Для вирощування худоби в природних умовах відкриття заліза не мало принципового значення. Але для мобільності скотарів залізо, зокрема й через значну поширеність і доступність залізної руди, відкрило нові перспективи, з нього почали виготовляти зброю і захисний обладунок (мечі та кинджали, бойові сокири, наконечники для стріл, панцирі, кольчуги, шоломи, бойові паски), а також досконалу металеву вуздечку. Все це надавало кочовикам впевненості в собі — вони могли надійніше захищати свої стада, а також набути більшої свободи у виборі життєвого простору (динаміка пересувань). У помірній смузі завершальна стадія процесу становлення кочівництва відбувалася паралельно зі змінами, які спричинило впровадження заліза в землеробство. І це мало неабияке значення. Саме залізо дало змогу інтенсифікувати землеробство в помірній смузі, і воно остаточно тут утвердилося як провідна галузь господарювання. А це означає, що скотарське населення могло отримувати хліб від осілого населення, а отже, могло повністю покінчити з власним землеробством, стати справжніми кочівниками. Проте це сталося не скрізь. Чимало мобільних скотарів продовжували вести традиційне господарство, поєднуючи скотарство із землеробством. Такий спосіб життя зберігся й донині, особливо в передгірських і гірських місцевостях. Найпізніше (мабуть на поч. 2 тис. н. е.) виникло оленярство. Але не північні народи визначали роль кочівництва в історії, а кочовики помірної й теплої смуг.
Із виникненням кочівництва в історії з'явилося чітке протистояння: кочовий світ — осілий світ. Воно стає визначальним для поступу людства на євразійських просторах, зокрема й на землях, що є нині українськими (див. Кордони державні України). Землеробський світ, мов магніт, притягує кочовиків. Прив'язаному до ланів і садиб хліборобському населенню важко було захищатися від непередбачуваних і зухвалих наскоків степовиків. Через це воно змушене було миритися з ними і сплачувати їм данину, а також докладати зусиль для захисту своєї землі і зведення укріплень. Проте в будь-якому разі протистояння з кочівниками стало стримуючим чинником для розвитку осілого населення. Нестабільності додавала й відкритість південноукраїнських степів зі сходу, звідки накочувалися раз за разом хвилі кочовиків.

## Кочовики в Україні

### Кімерійці
Історію кочівництва на українських землях розпочинають кімерійці (9 — 1-ша пол. 7 ст. до н. е.). Їхню могутність та руйнівні навали пізнали навіть жителі Середньої Європи та Передньої й Малої Азії. Завдяки цьому кімерійці потрапили в аннали писемної історії (ассирійські та давньогрецькі джерела, Біблія). За такого сусідства лісостепове населення почало консолідуватися й будувати лінію оборони на порубіжжі зі степом (у Потясминні, Середній Наддністрянщині) у вигляді низки укріплень — городищ, обнесених валами й ровами. Сліди згарищ і руйнації таких городищ свідчать про те, що запеклий спротив землеробів не завжди був успішним (див. Чорноліська культура).

### Скіфи
З часом на кімерійців знайшлася сила, могутніша за них, це були скіфи (серед. 7 — поч. 3 ст. до н. е.). Скіфи, як писав у 5 ст. до н. е. Геродот, прийшли у Північне Причорномор'я із глибин Азії. Спершу інтереси скіфів були спрямовані до Передньої Азії, куди вони ринули, переслідуючи буцімто кімерійців. Однак скіфи не випускали з поля зору й землеробів лісостепової зони. Населення праукраїнських земель, намагаючись захистити себе, здійснило безпрецедентні заходи — звело городища по всій своїй території. Серед них і величезні — у сотні й тисячі гектарів (Більське городище, Трахтемирівське городище, Ходосівське та Басівське городища й ін.) зі складною й потужною системою укріплень. Важко навіть уявити, скільки сил і енергії було витрачено на це. Однак вистояти не вдалося. По завершенні передньоазійських походів, з кінця 6 ст. до н. е., основною зоною інтересів скіфів стає Північне Причорномор'я. У той час там почали розквітати грецькі міста (див. Античні держави Північного Причорномор'я) й налагоджуватися взаємовигідні для грецьких колоністів і землеробів Лісостепу відносини. Та скіфи вклинилися поміж ними. Грекам різними засобами (дипломатія, дарунки, військова сила) вдавалося стримувати, хоча й не завжди, скіфський натиск. Тому жертвою скіфських царів, які захоплювалися славою своїх попередників і здобутими ними багатствами в передньоазійських походах, стали землероби Лісостепу. З них скіфи викачували все, що могло стати в пригоді їм самим і що могло бути продано грекам, — хліб, худобу, сировинні ресурси, людей. Від 5 ст. до н. е. квітуча землеробська культура починає згасати, натомість могили скіфських вельмож наповнюються дорогоцінними речами. Виснаживши свої ресурси й ресурси лісостепового населення, могутня Скіфія пішла в небуття, залишивши «золотий слід» в археології України.

### Сармати
Наприкінці 3 ст. до н. е. південноукраїнські степи зайняли нові кочовики — сармати (язиги, роксолани, аорси, алани). Нічого нового в економіку цього регіону вони не внесли. Як і скіфи, сармати допікали античним містам, приставали на участь у всіляких конфліктах, рвалися за Дунай і постійно конфліктували зі Стародавнім Римом. На початку нової ери вони вдерлися в Середню Наддніпрянщину і на 150 років перетворили її на свої кочів'я, чим спричинили деструкцію праслов'янського світу (див. Зарубинецька культура).

### Гуни
І кімерійці, і скіфи, і сармати за мовою належали до давніх іранців. А от гуни, нашестя яких сколихнуло в 370-х рр. Північне Причорномор'я, виявилися народом зовсім чужим (монголоїдна раса) і з незрозумілою мовою (тюрки), народом, що — як писав римський історик Амміан Марцеллін — палав невгамовною жагою до знищення чужого багатства. Поява гунів спричинила частковий відтік причорноморського населення за Дунай, що одразу ж додало проблем Риму, цих проблем стало ще більше, коли гуни з праукраїнських земель рушили далі на захід. Час панування гунів історики називають ще Великим переселенням народів. Однак по смерті вождя гунів Аттіли (п. 453) союз їхніх племен розпався, і вони розчинилися в середовищі інших кочівних угруповань.

### Авари
У 550-х рр. через степи Пн. Причорномор'я, підкорюючи тутешніх землеробів і кочовиків, стрімко пройшли авари, які обрали своєю ставкою Середнє Подунав'я. Підбурюваний Візантією Аварський каганат завдав багато лиха слов'янським племенам, особливо антам і дулібам. Покінчив зі свавіллям аварів король франків Карл Великий (791).

### Хозари
За часів Аварського каганату в Прикаспії на роль лідера висунулися хозари. Столицею Хозарського каганату в серед. 8 ст. стало м. Ітиль у пониззі р. Волга. Влада хозарів поширювалася на величезні простори, зокрема й Північне Причорномор'я, а підвладними їм були не лише кочові племена й землеробська околиця, а також ті кочовики, які почали переходити до напівосілого й осілого життя (про такий перехід свідчать рештки салтівсько-маяцької культури). Важливою складовою економіки Хозарії була торгівля між Північною Європою та Сходом. Упритул підійшовши до слов'янських рубежів, хозари обклали слов'ян даниною, проте, як вважають дослідники, поміркованою. Поклав край цьому київських князь Святослав Ігорович. Він розгромив м. Ітиль і викликав розпад каганату.

### Печеніги
На той час Хозарія вже втрачала могутність, зокрема й через печенігів, які з початку 10 ст. проникають у причорноморські степи. Розгром Святославом Ігоровичем Хозарії відкрив для печенігів шлях на руські землі і результати не забарилися. 968 печеніги взяли в облогу Київ, однак підкорити його не змогли, проте 972 вони підстерегли та вбили Святослава Ігоровича, коли той повертався Дніпром до Києва з виснаженим військом після невдалої спроби закріпитися на Балканах. Агресивна політика печенігів спонукала великого князя київського Володимира Святославича до укріплення південних рубежів країни (було збудовано систему т. зв. Змієвих валів та зведено кілька нових міст). Останній напад печенігів на Київ відбувся 1036, перемогу великого князя київського Ярослава Володимировича над ворогом кияни увічнили зведенням собору Св. Софії. Після цього печеніги спрямували свої походи проти Візантії, 1091 імперія завдала їм нищівного удару.

### Торки і половці
Доки точилися ці війни, причорноморські степи зайняли торки (так їх називали давньоруські літописці, у східних писемних джерелах їх іменували узами, гузами, огузами) і половці. Зазнавши 1060 нищівної поразки від Ярославичів, торки стали підлеглими кількох країн: частина їх разом з печенігами увійшла до Половецької орди, друга частина осіла у Візантії, а третя — на південних кордонах Русі, ставши союзниками й васалами київських князів. Натомість для половців (у східних джерелах вони іменуються кипчаками, у зх. — куманами, команами) причорноморські степи стали другою Батьківщиною аж до монгольського нашестя. 200-літнє сусідство з цими кочовиками вивело «половецьке питання» на перше місце в політиці руських князів. З поч. 12 ст. русичі перейшли до рішучого наступу на половців, який скінчився розгромом останніх і перенесенням ставки їхнього хана на Північний Кавказ. Смерть Володимира Мономаха (1125) стала початком відродження колишньої могутності половців на південних рубежах Русі, пік цього відродження припадає на час правління хана Кончака (2-га пол. 12 ст.). Попри те, що половецькі сили залучалися руськими князями для боротьби за київський престол, а князівські родини родичалися з половцями через шлюби, відносини слов'ян і половців були напруженими. Походи на степ, як і набіги половців на руські міста, були звичним явищем аж до поч. 13 ст. Загроза монгольського нашестя змусила об'єднатися руських князів з половцями. Їхня спільна поразка у битві на Калці (див. Калка, битва на річці 1223) стала прологом для нової навали монголів (з 1236), яка знекровила Половецьку орду й сплюндрувала давньоруські міста і села (див. Монголо-татарська навала).
Формально давньоруські землі не входили до складу Золотої Орди. Однак їхня залежність від Орди позначалася тим, що вони сплачували їй данину, а монгольські хани могли втручатися в їхнє політичне життя. До того ж, окрім страшенного розгрому Києва 1240 й спустошення інших територій Русі, українські землі зазнали ще кількох тяжких навал (1300, 1399, 1416).

### Кримське ханство
Унаслідок послаблення Золотої Орди та її розпаду лідерство в причорноморських степах перейшло до Кримського ханату (1449), який згодом став васалом Османської імперії. У 2-й пол. 16 ст. на українські землі прикочувала т. зв. Мала Ногайська орда (ще один нащадок Золотої Орди). Згодом вона розпалася на кілька орд, які стали васалами Кримського ханства (див. Ногайська орда). Дослідники вважають, що цей період в історії українських земель був особливо руйнівним і в цей час взаємини місцевого люду із кочовим світом надзвичайно загострилися. Українські землі перебували в стані постійної загрози нападу з боку кочовиків, великі походи (наприклад, розгром Києва Менглі-Гіреєм I 1482) чергувалися з менш великими стихійними нападами ординців на українські села і міста, причому масово практикувалося полювання на людей, яких потім продавали в рабство (див. Ясир). Реакцією на це стало виникнення українського козацтва, яке почало захищати південні рубежі своїх земель та, у свою чергу, завдавати ударів по кочовому світові.
Історія Кримського ханства скінчилася з приєднанням Криму до Росії (1783). Проте ногайці остаточно полишили українські степи лише після Кримської війни 1853—1856.

### Монографії
- Андрианов Б.В. Неоседлое население мира. М.: «Наука», 1985.
- Гаудио А. Цивилизации Сахары. (Пер. с франц.) М.: «Наука», 1977.
- Крадин Н.Н. Кочевые общества. Владивосток: Дальнаука, 1992.
- Крадин Н.Н. Кочевники Евразии. Алматы: Дайк-Пресс, 2007. 416 с.
- Марков Г.Е. Кочевники Азии. М.: Изд-во Московского университета, 1976.

### Довідники
- Бунятян К. П. Кочівництво // Енциклопедія історії України : у 10 т. / редкол.: В. А. Смолій (голова) та ін. ; Інститут історії України НАН України. — К. : Наукова думка, 2009. — Т. 5 : Кон — Кю. — С. 252. — ISBN 978-966-00-0855-4.
- Історія в термінах і поняттях: довідник / За загал. ред. Орлової Т. В. — Вишгород, 2014.
- Кочовики [Архівовано 9 листопада 2016 у Wayback Machine.] // Українська мала енциклопедія : 16 кн. : у 8 т. / проф. Є. Онацький. — Накладом Адміністратури УАПЦ в Аргентині. — 1960. — Т. 3, кн. VI : Літери Ком — Ле. — С. 751. — 1000 екз.